# Friedrich Schadeberg
Friedrich Schadeberg (geb. Weissheimer, * 23. April 1920 in Neuwied; † 26. November 2018 in Kreuztal) war ein deutscher Unternehmer. Er war Miteigentümer der Krombacher Brauerei in Kreuztal. Er galt als Pionier der Brauwirtschaft.

## Leben
Friedrich Schadeberg legte nach dem Besuch der evangelischen Volksschule in Andernach 1938 das Abitur am Kurfürst-Salentin-Gymnasium in Andernach ab. Sein Vater Hermann Weissheimer leitete gemeinsam mit dessen Bruder Paul Weissheimer die von seinem Urgroßvater Friedrich Weissheimer 1864 gegründete Friedrich Weissheimer Malzfabrik in Andernach und beide waren an der Siegener Aktienbrauerei beteiligt.
1939 wurde er zur Wehrmacht eingezogen und geriet 1941 in Ägypten in britische Gefangenschaft. Er kam in ein Gefangenenlager in Australien, wo er von dem ebenfalls in Kriegsgefangenschaft geratenen Professor Georg Erler in Rechtswissenschaften unterrichtet wurde. Nach sechs Jahren wurde er aus der Kriegsgefangenschaft entlassen und kehrte 1947 nach Deutschland zurück, wo er sich an der Technischen Universität München immatrikulierte, um in Freising Brautechnologie zu studieren. Dort wurde er Mitglied in der Studentenverbindung Landsmannschaft Bavaria zu Weihenstephan.
Nach dem Abschluss des Studiums mit den Titeln Diplom-Braumeister und Diplom-Brauingenieur arbeitete er ein Jahr lang bei der Schlegel-Brauerei in Bochum als Laborleiter, danach ein weiteres Jahr bei der Brauerei Rheinhausen als kaufmännischer Assistent. Am 1. April 1951 wurde er Leiter der Verkaufsabteilung bei der Siegener Aktienbrauerei; da er dort die Aktienmehrheit besaß, fusionierte er diese Brauerei mit der Krombacher. Am 25. Februar 1953 erhielt er Prokura bei der Krombacher Brauerei im Siegerland. Seit 1961 war er, zusammen mit seiner Schwester Barbara Lambrecht-Schadeberg, Eigentümer der Brauerei. Durch ihn entwickelte sich die kleine Dorfbrauerei zu einer der größten deutschen Privatbrauereien Deutschlands und zu einem der führenden Anbieter in der deutschen Getränke- und Brauwirtschaft. Er gehörte von 1962 bis 1998 der Vollversammlung der Industrie- und Handelskammer Siegen an.
1962 heiratete Friedrich Schadeberg Helga Schadeberg, geb. Sättele. Aus der Ehe gingen zwei Kinder hervor. Sein Sohn Bernhard Schadeberg übernahm die Geschäftsführung der Brauerei, seine Tochter Petra Schadeberg-Hermann ist ebenfalls Teil der Geschäftsführung.
Schadeberg starb am 26. November 2018 und wurde auf dem Friedhof in Krombach beerdigt. Er war Kirchengemeindeglied der Evangelisch-Lutherischen Christopherus-Kirchengemeinde der Selbständigen Evangelisch-Lutherischen Kirche (SELK). Durch seine Initiative erhielt die 1971 erbaute Kirche im Jahr 1996 einen Turm und zwei Glocken.

## Auszeichnungen
- 1990: Verdienstkreuz am Bande des Verdienstordens der Bundesrepublik Deutschland
- 2002: Ehrenbürgerrechte und Ehrenring der Stadt Kreuztal[11]
- 2009: Ehrendoktorwürde des Fachbereichs Wirtschaftswissenschaften, Wirtschaftsinformatik und Wirtschaftsrecht der Universität Siegen für sein Lebenswerk als Markenartikler und Förderer der Wirtschaftsregion Siegen[12]
- 2010: Ehrenmitgliedschaft des Rudervereins Rhenus[13]
- 2018: Namensgeber «Dr.-Friedrich-Schadeberg-Straße» in Andernach[6]